# Pole Mokotowskie (stacja metra)
Pole Mokotowskie – stacja linii M1 metra w Warszawie znajdująca się u zbiegu al. Niepodległości i ul. Rakowieckiej.

## Opis stacji
Nazwa stacji została nadana uchwałą Rady Narodowej m.st. Warszawy 16 grudnia 1983. Jej budowa rozpoczęła się w 1986. 
Stacja jednokondygnacyjna, łukowa, bez słupów, utrzymana w kolorach szarości z czerwonymi akcentami. Peron-wyspa o szerokości 10 m i długości 120 m. Na powierzchnię prowadzą schody zwykłe i ruchome oraz winda dla niepełnosprawnych od ul. Rakowieckiej. Na terenie stacji znajdują się punkty handlowe, bankomat oraz toalety.
W styczniu 2024 na stacji oddano do użytku trzy windy, w tym jedną łączącą bezpośrednio peron z północną antresolą stacji.